# 莊宣王后
莊宣王后（장선왕후，?—?）崔氏，是高丽王朝毅宗王晛的王后，也是參知政崔事端的女兒。
《高麗史》對莊宣王后著墨不多，只知毅宗王晛納崔氏為后，死後謚號莊宣王后。

## 家族
- 父：參知政崔事端
- 夫：高麗毅宗王晛